# Supergirl (Reamonn-Lied)
Supergirl ist die Debütsingle der deutschen Band Reamonn. Das Lied stammte vom Debütalbum Tuesday und erschien erstmals am 27. März 2000 als Single. Geschrieben wurde das Lied von den Bandmitgliedern, die Produktion stammt von Steve Lyon.

## Single
CD-Single
1. Supergirl – 3:51
2. 7th Son – 4:02

## Rezeption

### Chartplatzierungen
| ChartsChartplatzierungen | Höchstplatzierung | Wochen |
| ------------------------ | ----------------- | ------ |
| Deutschland (GfK)        | 4 (27 Wo.)        | 27     |
| Österreich (Ö3)          | 4 (18 Wo.)        | 18     |
| Schweiz (IFPI)           | 10 (25 Wo.)       | 25     |

| ChartsJahrescharts (2000) | Platzierung |
| ------------------------- | ----------- |
| Deutschland (GfK)         | 13          |
| Österreich (Ö3)           | 30          |
| Schweiz (IFPI)            | 53          |

### Auszeichnungen für Musikverkäufe
| Land/Region        | Auszeichnungen für Musikverkäufe (Land/Region, Auszeichnung, Verkäufe) | Verkäufe |
| ------------------ | ---------------------------------------------------------------------- | -------- |
| Deutschland (BVMI) | Gold                                                                   | 250.000  |
| Insgesamt          | 1× Gold ·                                                              | 250.000  |

## Coverversion von Anna Naklab feat. Alle Farben & Younotus
2015 veröffentlichte die deutsche Sängerin Anna Naklab gemeinsam mit Alle Farben und Younotus eine Coverversion, die in mehreren Ländern die Top 10 erreichte.

### Rezeption

#### Chartplatzierungen
| ChartsChartplatzierungen | Höchstplatzierung | Wochen |
| ------------------------ | ----------------- | ------ |
| Deutschland (GfK)        | 2 (42 Wo.)        | 42     |
| Österreich (Ö3)          | 1 (30 Wo.)        | 30     |
| Schweiz (IFPI)           | 5 (29 Wo.)        | 29     |

| ChartsJahrescharts (2015) | Platzierung |
| ------------------------- | ----------- |
| Deutschland (GfK)         | 15          |
| Österreich (Ö3)           | 14          |
| Schweiz (IFPI)            | 31          |

#### Auszeichnungen für Musikverkäufe
| Land/Region          | Auszeichnungen für Musikverkäufe (Land/Region, Auszeichnung, Verkäufe) | Verkäufe |
| -------------------- | ---------------------------------------------------------------------- | -------- |
| Deutschland (BVMI)   | Platin                                                                 | 400.000  |
| Österreich (IFPI)    | Gold                                                                   | 15.000   |
| Polen (ZPAV)         | Diamant                                                                | 100.000  |
| Schweiz (IFPI)       | Gold                                                                   | 15.000   |
| Spanien (Promusicae) | Gold                                                                   | 20.000   |
| Insgesamt            | 3× Gold · 1× Platin · 1× Diamant ·                                     | 550.000  |

## Andere Versionen
- Im Jahr 2001 nahm die niederländische Gruppe K-otic ihre Version des Songs für ihr Album Bulletproof auf.
- Im Jahr 2023 nahm die amerikanische Sängerin Anastacia „Super Girl“ für ihr Album Our Songs auf. Das Lied wurde am 14. Juli 2023 als Vorab-Single veröffentlicht.[19][20]